# St. Tudy (St Tudy)

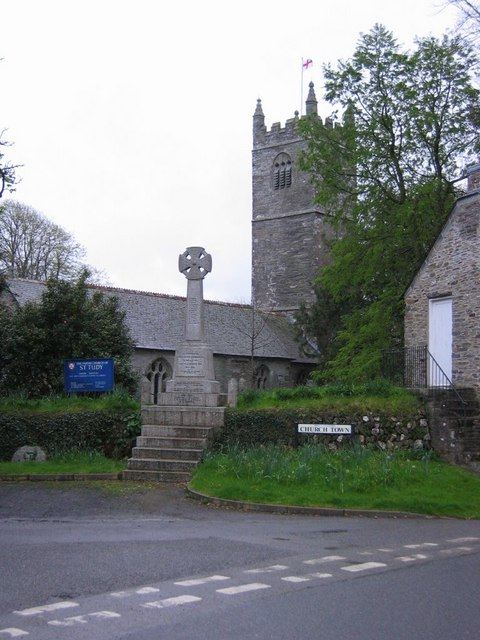
Kirche St. Tudy mit Kriegerdenkmal

St. Tudy (Englisch St Tudy’s Church, lokal auch St Uda) ist eine anglikanische Pfarrkirche der Church of England in St Tudy, einer kleinen Ortschaft nordöstlich von Wadebridge in Cornwall. Die Kirche ist als Kulturdenkmal der Kategorie Grade I eingestuft.

## Geschichte
Die dem bretonischen Heiligen Tudy geweihte Pfarrkirche geht auf das 6. Jahrhundert zurück, der heutige Bau entstand jedoch im Wesentlichen im 15. Jahrhundert. Hinweis auf einen  älteren Vorgängerbau ist vor allem ein Taufbecken aus normannischer Zeit. Kern der Kirche ist möglicherweise eine einschiffige Anlage, die um 1400 um Querhäuser erweitert wurde. Der Turm, das südliche Seitenschiff und die nördliche Lady Chapel (Marienkapelle) entstanden im 15. Jahrhundert. Marienkapelle, Chor und Seitenschiff zeigen im Osten einen gemeinsamen geraden Abschluss. Das Langhaus umfasst vier Joche, der Chorraum zwei. Die Marienkapelle umfasst die letzten drei Joche. Etwas später wurde die südliche Vorhalle hinzugefügt. Eine grundlegende Renovierung fand in den Jahren 1873/74 statt.